# La Mer cruelle (roman)
Pour les articles homonymes, voir La Mer cruelle.
La Mer cruelle (The Cruel Sea) est un roman de Nicholas Monsarrat paru en 1951. 
Il retrace la vie d'un groupe de marins de la Royal Navy participant à la bataille de l'Atlantique, qui opposa de 1939 à 1945 les escorteurs de convois britanniques aux U-Boote (sous-marins) de la Kriegsmarine au cours de la Seconde Guerre mondiale. Il contient sept chapitres, décrivant chacun une année pendant la guerre.
Le roman est basé sur la vie de l'auteur qui a lui-même servi sur des corvettes durant cette bataille de l'Atlantique. Il donne un portrait réaliste mais émouvant d'hommes ordinaires apprenant à se battre et à survivre dans une bataille violente et épuisante contre un ennemi impitoyable.

## Résumé

### Chapitre I: 1939, l'apprentissage
L'action commence en 1939. Le lieutenant commander (capitaine de corvette) George Eastwood Ericson, devenu officier de la marine marchande après avoir été remercié de la Royal Navy en 1927 par économie, mais resté réserviste de la Royal Naval Reserve, est rappelé en service. Il se voit confier le commandement de la corvette fictive HMS Compass Rose de la classe Flower, récemment construite pour escorter les convois dans l'océan Atlantique. Ses officiers sont pour la plupart nouveaux dans la marine, en particulier les deux nouveaux enseignes de vaisseau (sub-lieutenant) qui se sont portés volontaires, Keith Laing Lockhart et Gordon Perceval d'ewes Ferraby, lesquels n'ont comme expérience navale que cinq semaines d'instruction. Lockhart a cependant une expérience limitée de la mer, en tant que plaisancier. Seuls le commandant Ericson et les officiers mariniers ont une première expérience dans la Royal Navy, dont le maître (petty-officer) Tallow, dix-sept ans de service.
Malgré ces inconvénients initiaux, le navire et l’équipage s’entraînent et acquièrent de l’expérience. Le lieutenant de vaisseau James Bennett, volontaire de la Royal Australian Navy et second (First lieutenant) du Compass rose, chargé de la lutte anti-sous-marine, fait régner la discipline militaire avec méchanceté, harcèle ses subordonnés et a une passion pour les saucisses en conserve (snorkers). Lockhart est l'officier de tir et de navigation. Ferraby est l'officier du grenadage ASM et du courrier.

### Chapitre II: 1940, l'escarmouche
En 1940, le Compass Rose est basé à Liverpool, le maître Tallow est très satisfait, il peut rentrer à Birkenhead dans sa demeure qu'il partage avec sa sœur Gladys Bell qui est veuve. Tallow invite le chef mécanicien Jim Watts qui fait connaissance de Gladys.
La veille d'appareiller, le second, Bennett, victime d'un ulcère du duodénum, est contraint à l'hospitalisation. La marine ne souhaitant prendre aucun risque au cours d'une mission. Ceci ravit Ferraby et surtout Lockhart qui est promu second par intérim, en plus de ses fonctions actuelles qui incluent la fonction de médecin/infirmier de bord alors qu'il n'a aucune compétence, ce qui ne manque pas de l'inquiéter. L’équipage escorte onze convois vers l'Islande, via Gibraltar, un point de rencontre situé au milieu de l'Atlantique, par tous types de temps, affrontant de nombreuses tempêtes violentes sur l’un des plus petits navires chargés d'escorter les convois alliés. L'équipage subit le roulis et le tangage permanent du bâtiment dans d'énormes vagues, par un froid glacial, devant maintenir sa position au sein du convoi dans des nuits noires avec, à tout instant, la crainte qu’une torpille d’un sous-marin allemand ne coule l'un des navires du convoi. Les valeurs de la Royal Navy et la conscience de l'importance de leur mission leur donnent la force de tenir.

### Chapitre III: 1941, l'accrochage
L'équipage du Compass Rose continue sa monotone et dangereuse activité et à l'occasion d'un convoyage particulièrement difficile, il a enfin l'occasion de mettre en application ses compétences acquises et de couler un sous-marin allemand. Il s'agit en partie d'un coup de chance : Le Compass Rose, immobilisé par une avarie de lubrification de l'arbre d'hélice, est resté à la dérive en arrière du convoi, qu'il rallie à toute vapeur une fois la réparation accomplie, ce qui lui permet de débusquer puis de couler au canon un U-boot qui suit le convoi à distance, attendant la nuit suivante pour attaquer. Le radar, tout récemment installé à bord, est la clé d'une attaque surprise où l'équipage recueille les fruits de son entraînement. Les détails de la chasse et du combat sont relatés de façon poignante ainsi que la capture d'une partie de l'équipage du sous-marin. L'auteur exprime aussi le sentiment de mépris répandu dans les équipages britanniques vis à vis des attaques sous-marines, considérées comme sournoises et déloyales.
Le Compass Rose est près d'être coulé plusieurs fois. Jim Watts déclare à son ami Tallow qu'après la guerre il se remariera avec Gladys. Tallow lui répond que c'est la meilleure chose qui pourrait arriver à sa sœur. Mais quelques jours plus tard, à l'occasion d'une escale, les deux amis découvrent que la maison de Tallow a été détruite lors d'un bombardement allemand sur Liverpool et que Gladys a été enterrée deux jours auparavant.

### Chapitre IV: 1942, le combat
Les escortes de convois à travers l'Atlantique s'enchaînent, dans une atmosphère d'extrême tension nerveuse. Les horreurs s'accumulent: 
- le remorquage d'un navire marchand resté à flot, évacué par une partie de son équipage et peuplé de cadavres atrocement déchiquetés par une bombe aérienne ;
- la rencontre d'une chaloupe de sauvetage à voile qui semble naviguer vers le convoi, mais où le timonier est réduit à l'état de squelette décharné et desséché ;
- le torpillage meurtrier d'un navire de commerce où le propre fils d'Ericson sert comme troisième lieutenant. Son père le croit mort et tente de dissimuler sa douleur, jusqu'au moment où il apprend que son fils a été parmi les très rares rescapés recueillis par le navire polonais qui fait le serre-file du convoi.

Le Compass Rose recueille régulièrement des marins victimes de torpillages en piteux état, brulés par les explosions de chaudières ou les incendies de mazout et Lockhart, secondé tant bien que mal par Crowther, un ancien vétérinaire promu infirmier, soigne des blessures atroces avec une maigre trousse à pharmacie et des connaissances médicales rudimentaires.
Un incident atroce marque Ericson : un navire du convoi qu'il protège est torpillé et de nombreux marins surnagent sur l'océan tandis que l'ASDIC indique un écho fort et clair qui peut être tout aussi bien le sous-marin allemand que le navire torpillé en train de couler. Faisant taire en lui toute pitié, Ericson prend la décision de grenader, ce qui condamne les naufragés à une mort atroce, étripés comme des poissons lors d'une pêche à la dynamite par l'onde de choc des explosions de grenades anti-sous-marines.
Les convois dans l'océan Arctique vers Mourmansk en Union soviétique sont aussi l'occasion de souffrances atroces, dues aux tempêtes et au climat extrême où il faut sans cesse dégeler les superstructures du navire et ses systèmes d'armes.

### Chapitre V: 1943, le point d'équilibre
Le Compass Rose, qui a été refondu et amélioré, reçoit enfin un authentique médecin, venu d'un milieu très favorisé et exerçant dans les quartiers chics de Londres, Mais cet officier médical, Morell, de mère française est miné par une faiblesse secrète : il a épousé une jeune et jolie actrice de théâtre, aussi amorale qu'infidèle, ce qui sape son moral et le mènera à la mort lors du torpillage du navire, où seuls les plus optimistes et les plus accrochés à la vie trouveront le courage de survivre dans une eau glaciale.
En 1943, le navire est finalement torpillé et ils doivent abandonner le Compass Rose. La plupart des membres de l'équipage meurent dans les eaux glacées mais Ericson, Lockhart, Ferraby et quelques autres sont sauvés le lendemain. Ferraby, alors jeune marié et père d'une petite fille, souffre d'une blessure qui l'oblige à être hospitalisé. Il en réchappera mais demeurera psychologiquement atteint au point d'être inapte au service.

### Chapitre VI: 1944, la victoire
Ericson et Lockhart, désormais promus respectivement capitaine de corvette, et Lieutenant de vaisseau, prennent le commandement d'un nouveau navire plus gros que le Compass Rose : la frégate fictive HMS Saltash de classe River. La Royal Navy est finalement en train de prendre le dessus sur les sous-marins allemands et le Saltash ajoute au nombre croissant de victimes à son palmarès, grâce à la détermination et à la patience d'Ericson, qui a été promu au rang de chef du groupe d'escorte.

### Chapitre VII: 1945, la récompense
Le navire reçoit un message lui ordonnant de rester en patrouille dans les environs de Rockall à l'approche de la fin de la Seconde Guerre mondiale en 1945. Lorsque la guerre se termine, le navire rentre au port en tant que gardien de plusieurs sous-marins allemands qui se sont rendus.
Une intrigue secondaire concerne la romance poignante de Lockhart avec un bel officier du Service naval royal féminin.

## Origines et authenticité
Le personnage de Lockhart est inspiré de la propre carrière de Nicholas Monsarrat : journaliste de Fleet Street dans les années 1930, il est formé comme réserviste de la marine. Monsarrat a passé la guerre à bord de navires d'escorte anti-sous-marins et a atteint le rang de capitaine de corvette (lieutenant commander). Son premier livre, Trois Corvettes, a été publié en 1945. Après la guerre, il était agent de publicité dans des missions britanniques à l'étranger (notamment à Ottawa) avant de devenir écrivain à temps plein.
Plus d’un demi-siècle plus tard, l’historien Paul Kennedy considérait toujours que le récit de Monsarrat, inspiré de son expérience, était la meilleure et la plus authentique représentation de l'état d'esprit d'un commandant d’escorteur en temps de guerre.

## Adaptations cinématographiques et radiophoniques
Le roman a été adapté en un film, La Mer cruelle (1953), réalisé par Charles Frend et mettant en vedette Jack Hawkins dans le rôle du commandant Ericson et Donald Sinden dans le rôle de Lockhart.
BBC Radio 4 a produit deux adaptations du livre à la radio. En septembre 1980, une version théâtralisée de deux heures mettait en vedette Richard Pasco dans le rôle d'Ericson et Michael N. Harbour dans le rôle de Lockhart avec Terry Molloy dans le rôle du capitaine d'armes du Saltash. L'enregistrement a eu lieu avec l'aide du capitaine et de l'armateur du HMS Brighton et du capitaine du HMS Scylla. Le narrateur était Martin Muncaster. En mars 2012, une autre version de deux heures mettait en vedette Gwilym Lee dans le rôle de Lockhart et Jonathan Coy dans le rôle de Ericson. Dramatisée par John Fletcher et réalisée par Marc Beeby, cette adaptation remporte ensuite le prix de la «meilleure utilisation du son dans une fiction audio» aux BBC Audio Drama Awards 2013.
En 1998, BBC Radio 2 a publié un livre audio dramatique de trois heures dans le cadre de la BBC Radio Collection. Le roman a été adapté par Joe Dunlop. Les acteurs étaient notamment Donald Sinden (narrateur), Philip Madoc (Ericson), Paul Rhys (Lockhart), Michael Maloney (Ferraby), Helen Baxendale (Julie Hallam), Emma Cunniffe et Jack Davenport. Le livre audio ne semble plus être disponible.